# Kuvait az 1996. évi nyári olimpiai játékokon
Kuvait az egyesült államokbeli Atlantában megrendezett 1996. évi nyári olimpiai játékok egyik részt vevő nemzete volt. Az országot az olimpián 9 sportágban 25 sportoló képviselte, akik érmet nem szereztek.

## Asztalitenisz
Férfi
| Versenyző        | Versenyszám | Csoportkör                                                                                      | Csoportkör | Nyolcaddöntő      | Negyeddöntő       | Elődöntő          | Döntő             | Helyezés |
| Versenyző        | Versenyszám | Ellenfél Eredmény                                                                               | Hely.      | Ellenfél Eredmény | Ellenfél Eredmény | Ellenfél Eredmény | Ellenfél Eredmény | Helyezés |
| ---------------- | ----------- | ----------------------------------------------------------------------------------------------- | ---------- | ----------------- | ----------------- | ----------------- | ----------------- | -------- |
| Duhajl el-Habasi | Egyes       | C csoport · Jean-Michel Saive (BEL) · 0:2 · Peter Franz (GER) · 0:2 · Vasile Florea (ROU) · 0:2 | 4.         | kiesett           | kiesett           | kiesett           | kiesett           | 17.      |

## Atlétika
Férfi
| Versenyző          | Versenyszám | Előfutam | Előfutam | Előfutam | Negyeddöntő | Negyeddöntő | Negyeddöntő | Elődöntő | Elődöntő | Elődöntő | Döntő   | Döntő    |
| Versenyző          | Versenyszám | Idő      | Hely.    | Össz.    | Idő         | Hely.       | Össz.       | Idő      | Hely.    | Össz.    | Idő     | Helyezés |
| ------------------ | ----------- | -------- | -------- | -------- | ----------- | ----------- | ----------- | -------- | -------- | -------- | ------- | -------- |
| Hámed Habíb Szádek | 100 m       | 10,81    | 6.       | 84.      | kiesett     | kiesett     | kiesett     | kiesett  | kiesett  | kiesett  | kiesett | kiesett  |

## Cselgáncs
Férfi
| Versenyző          | Versenyszám  | Selejtező             | 32-es főtábla          | Nyolcaddöntő                | Negyeddöntő       | Elődöntő          | Vigaszág első kör | Vigaszág negyeddöntő | Vigaszág elődöntő | Bronz- mérkőzés   | Döntő             | Helyezés |
| Versenyző          | Versenyszám  | Ellenfél Eredmény     | Ellenfél Eredmény      | Ellenfél Eredmény           | Ellenfél Eredmény | Ellenfél Eredmény | Ellenfél Eredmény | Ellenfél Eredmény    | Ellenfél Eredmény | Ellenfél Eredmény | Ellenfél Eredmény | Helyezés |
| ------------------ | ------------ | --------------------- | ---------------------- | --------------------------- | ----------------- | ----------------- | ----------------- | -------------------- | ----------------- | ----------------- | ----------------- | -------- |
| Száleh es-Sarráh   | Könnyűsúly   | erőnyerő              | Juan Vargas (ESA) · GY | Andrey Shturbabin (UZB) · V | kiesett           | kiesett           |                   |                      |                   |                   |                   | 17.      |
| Mohammed Bu Szaher | Félnehézsúly | Semír Pepic (SVK) · V | kiesett                | kiesett                     | kiesett           | kiesett           |                   |                      |                   |                   |                   | 31.      |

## Kézilabda

### Férfi
| Kuvaiti férfi kézilabdacsapat-játékoskeret                                                                             | Kuvaiti férfi kézilabdacsapat-játékoskeret                                                                  |
| --- | --- |
| - Abbász el-Harbi - Abd er-Rida el-Bolúsi - Ádel el-Kahham - Bandar es-Sammari - Iszmáíl Sáh ez-Záda - Haldún el-Hasti | - Háled el-Mulla - Misaal el-Ali - Nászer el-Otajbi - Kajed el-Adváni - Szálah el-Marzúk - Szálem el-Marzúk |

#### Eredmények
Csoportkör
A csoport
| Csapat                 | M | Gy | D | V | G+  | G–  | Gk  | P  |
| ---------------------- | - | -- | - | - | --- | --- | --- | -- |
| Svédország (SWE)       | 5 | 5  | 0 | 0 | 131 | 94  | +37 | 10 |
| Horvátország (CRO)     | 5 | 4  | 0 | 1 | 132 | 122 | +10 | 8  |
| Oroszország (RUS)      | 5 | 3  | 0 | 2 | 137 | 106 | +31 | 6  |
| Svájc (SUI)            | 5 | 2  | 0 | 3 | 126 | 115 | +11 | 4  |
| Egyesült Államok (USA) | 5 | 1  | 0 | 4 | 111 | 142 | –31 | 2  |
| Kuvait (KUW)           | 5 | 0  | 0 | 5 | 100 | 158 | –58 | 0  |

| 1996. július 24. 10:00 | Oroszország (RUS) | 32–20   | Kuvait (KUW)       | Játékvezetők: Hans Thomas, Jürgen Thomas (GER) |
| 1996. július 24. 10:00 | Kulesov 7         | (18–10) | Szálah el-Marzúk 6 | Játékvezetők: Hans Thomas, Jürgen Thomas (GER) |
| 1996. július 24. 10:00 |                   |         |                    | Játékvezetők: Hans Thomas, Jürgen Thomas (GER) |

| 1996. július 25. 10:00 | Kuvait (KUW)       | 22–31   | Horvátország (CRO) | Játékvezetők: Silvino Gallego Santos, Victor Lamas Perez (ESP) |
| 1996. július 25. 10:00 | Szálah el-Marzúk 6 | (11–16) | Čavar 10           | Játékvezetők: Silvino Gallego Santos, Victor Lamas Perez (ESP) |
| 1996. július 25. 10:00 |                    |         |                    | Játékvezetők: Silvino Gallego Santos, Victor Lamas Perez (ESP) |

| 1996. július 27. 11:45 | Svájc (SUI)       | 33–16  | Kuvait (KUW) | Játékvezetők: Feliksas Gedvilas, Grigorij Guterman (LTU) |
| 1996. július 27. 11:45 | Spengler, Barth 6 | (18–8) | el-Ali 4     | Játékvezetők: Feliksas Gedvilas, Grigorij Guterman (LTU) |
| 1996. július 27. 11:45 |                   |        |              | Játékvezetők: Feliksas Gedvilas, Grigorij Guterman (LTU) |

| 1996. július 29. 11:45 | Svédország (SWE) | 33–18  | Kuvait (KUW) | Játékvezetők: Peter Brussel, Anton van Dongen (NED) |
| 1996. július 29. 11:45 | Pettersson 10    | (16–7) | el-Ali 4     | Játékvezetők: Peter Brussel, Anton van Dongen (NED) |
| 1996. július 29. 11:45 |                  |        |              | Játékvezetők: Peter Brussel, Anton van Dongen (NED) |

| 1996. július 31. 20:45 | Kuvait (KUW)       | 24–29   | Egyesült Államok (USA) | Játékvezetők: Valter Dancescu, Ion Mateescu (ROU) |
| 1996. július 31. 20:45 | Szálah el-Marzúk 9 | (10–13) | DeGraaf 13             | Játékvezetők: Valter Dancescu, Ion Mateescu (ROU) |
| 1996. július 31. 20:45 |                    |         |                        | Játékvezetők: Valter Dancescu, Ion Mateescu (ROU) |

A 11. helyért
| 1996. augusztus 2. 10:00 | Kuvait (KUW)            | 25–31   | Brazília (BRA) | Játékvezetők: Bruce Boehne, Thomas Bojsen (USA) |
| 1996. augusztus 2. 10:00 | el-Harbi, Sáh ez-Záda 5 | (13–16) | Nascimento 7   | Játékvezetők: Bruce Boehne, Thomas Bojsen (USA) |
| 1996. augusztus 2. 10:00 |                         |         |                | Játékvezetők: Bruce Boehne, Thomas Bojsen (USA) |

| Csapat       | Helyezés |
| ------------ | -------- |
| Kuvait (KUW) | 12.      |

## Műugrás
Férfi
| Versenyző       | Versenyszám        | Selejtező | Selejtező | Elődöntő | Elődöntő | Döntő   | Döntő    |
| Versenyző       | Versenyszám        | Pont      | Helyezés  | Pont     | Helyezés | Pont    | Helyezés |
| --------------- | ------------------ | --------- | --------- | -------- | -------- | ------- | -------- |
| Ali el-Haszan   | Egyéni műugrás     | 272,40    | 33.       | kiesett  | kiesett  | kiesett | kiesett  |
| Abdul el-Matrúk | Egyéni toronyugrás | 239,79    | 35.       | kiesett  | kiesett  | kiesett | kiesett  |

## Sportlövészet
Férfi
| Versenyző          | Versenyszám | Selejtező | Selejtező | Döntő   | Döntő    |
| Versenyző          | Versenyszám | Pont      | Helyezés  | Pont    | Helyezés |
| ------------------ | ----------- | --------- | --------- | ------- | -------- |
| Fehajd ed-Díháni   | Trap        | 119       | 20.***    | kiesett | kiesett  |
| Fehajd ed-Díháni   | Dupla trap  | 136       | 10.*      | kiesett | kiesett  |
| Abdalláh er-Rasídi | Skeet       | 115       | 42.**     | kiesett | kiesett  |

* - egy másik versenyzővel azonos eredményt ért el

** - két másik versenyzővel azonos eredményt ért el

*** - kilenc másik versenyzővel azonos eredményt ért el

## Súlyemelés
Férfi
| Versenyző   | Versenyszám | Szakítás | Szakítás | Lökés    | Lökés    | Összesen | Helyezés |
| Versenyző   | Versenyszám | Eredmény | Helyezés | Eredmény | Helyezés | Összesen | Helyezés |
| ----------- | ----------- | -------- | -------- | -------- | -------- | -------- | -------- |
| Reda Saabán | 99 kg       | 115,0    | 27.      | 140,0    | 26.      | 255,0    | 26.      |

## Úszás
Férfi
| Versenyző         | Versenyszám  | Előfutam | Előfutam | Előfutam | Döntő   | Döntő   | Döntő   | Helyezés |
| Versenyző         | Versenyszám  | Idő      | Hely.    | Össz.    | Típus   | Idő     | Hely.   | Helyezés |
| ----------------- | ------------ | -------- | -------- | -------- | ------- | ------- | ------- | -------- |
| Számer es-Samrúh  | 200 m gyors  | 2:13,75  | 3.       | 43.      | kiesett | kiesett | kiesett | kiesett  |
| Fahad el-Otajbi   | 100 m hát    | 1:04,27  | 8.       | 49.      | kiesett | kiesett | kiesett | kiesett  |
| Szultán el-Otajbi | 100 m mell   | 1:12,65  | 5.       | 45.      | kiesett | kiesett | kiesett | kiesett  |
| Szultán el-Otajbi | 200 m vegyes | 2:19,77  | 6.       | 37.      | kiesett | kiesett | kiesett | kiesett  |

## Vívás
Férfi
| Versenyző          | Versenyszám | Selejtező                    | 32-es főtábla     | Nyolcaddöntő      | Negyeddöntő       | Elődöntő          | Bronz- mérkőzés   | Döntő             | Helyezés |
| Versenyző          | Versenyszám | Ellenfél Eredmény            | Ellenfél Eredmény | Ellenfél Eredmény | Ellenfél Eredmény | Ellenfél Eredmény | Ellenfél Eredmény | Ellenfél Eredmény | Helyezés |
| ------------------ | ----------- | ---------------------------- | ----------------- | ----------------- | ----------------- | ----------------- | ----------------- | ----------------- | -------- |
| Abd el-Muhszen Ali | Tőr, egyéni | Ryszard Sobczak (POL) · 7–15 | kiesett           | kiesett           | kiesett           | kiesett           | kiesett           | kiesett           | 42.      |